# SHAKE (go!go!vanillasの曲)
『SHAKE』（シェイク）は、日本のロックバンド・go!go!vanillasが2024年1月10日にIRORI Recordsから発売した、デジタルシングルである。

## 概要
前作「エマ (alt ver.)」から約5ヶ月ぶりとなる配信限定シングル。IRORI Recordsへの移籍後初のリリースである。
バンド史上初めて海外でレコーディングした作品であり、イギリス・ロンドンのメトロポリススタジオにてレコーディングが行われた。
楽曲のリリースに際して牧は以下のようにコメントした。

SHAKEは僕の夢・ロンドンで今までの自分にあぐらをかかず、まっさらな気持ちで向き合いその想いを込め作った曲です。そして12年前、僕の音楽を初めて認めてくれた恩人が作ったIRORI Recordsと共にこれからバニラズのユートピアを目指します。これからも変わらず音楽愛をもって仲間と共に曲を作り続けます。
よろしくお願いします。

2023年12月27日に今作のリリースとレーベルの移籍が発表された。同時に楽曲のティザー映像が公開された。
2024年1月8日にミュージックビデオのティザー映像が公開された。
1月10日に配信が開始され、同時にミュージックビデオも公開された。監督はバニラズとは初タッグとなる今原電気で、撮影はレコーディングと並行してロンドンで敢行された。
1月13日にバンドが開催したライブ「DREAMS TOUR 2023-2024」
大阪・Zepp Osaka Bayside公演より、「SHAKE」のパフォーマンス映像がYouTubeで生配信された。映像は、編集を加えた後、2月10日に再び公開された。
2月21日には、楽曲のレコーディングやミュージックビデオ撮影の模様などを収録したメイキング映像が公開された。
2024年12月には、Spotifyが実施している、ユーザーの聴取履歴から1年を振り替える企画である「Spotifyまとめ2024」とZOZOVILLAとのコラボレーションとして、本作のジャケットがデザインされたTシャツが限定受注生産で発売された。

## 批評
音楽ライターの藤澤香菜は、本作に関して「牧の歌声は変わらずナチュラルさと鋭さが同居する妖艶な魅力を放ち、サポートピアノを含めた各パートは、派手に主張するわけでないのに驚くほどそれぞれの粒が立っている。都会の夜を思わせる華やかなテイストにはバニラズの新境地を感じるが、そのサウンドを作る彼らはあくまでいつも通り。曲を聴いて『このバンドっぽい』と思わせるのはきっと難しいことだが、バニラズはそれをさらりとやってのける。10年という時間を実直に積み上げてきた結晶の音だ。」と述べている。

## 楽曲解説
1. SHAKE (3:59)
作詞・作曲：牧達弥
編曲：go!go!vanillas、井上惇志
  - アルバム『Lab.』に収録されている。
  - 前述の通りバンド史上初めて海外でレコーディングした作品であり、イギリス・ロンドンのメトロポリススタジオにてレコーディングが行われた[3]。機材はスタジオのものを使用した[18]。ロンドンでレコーディングするということで、日本では出ないような音を目指して製作された[18] 。牧は、日本では用意してきたデモをきっちり録音するのが基本なのに対してイギリスではエンジニアからのアドバイスを受けていろいろなことを試しながら録音していくという手法をとっていたり、録音した音源を確認する際は歌のピッチやノイズよりもノレるかノレないかを重視したりしていた点が新鮮だったと振り返っている[19]。
  - 約10年前にリリースされたバンド初のアルバムである「SHAKE」と同タイトルの楽曲である[20]。牧曰く、タイトルの「SHAKE」という言葉は曲作りの段階で自然と沸いてきたとのこと[21]。牧は「名前の通り、これまでの僕たちを作ってきたものと新しい挑戦が混ざり合った、バニラズ第2章の始まりにふさわしい曲だなと思ってます。」と発言している[21]。

## 参加ミュージシャン
go!go!vanillas
- 牧達弥（ボーカル・ギター）
- 柳沢進太郎（ギター・ボーカル）
- 長谷川プリティ敬祐（ベース）
- ジェットセイヤ（ドラムス）

Additional Musicians
- 井上惇志（showmore）（ピアノ・オルガン）

## ライブ映像作品
SHAKE
- Lab.（初回限定盤）
- LIVE FILM「東京 Lab. ストーリー」2024.11.10 両国国技館
- SCARY MONSTERS EP

## カバー
- フレデリック - go!go!vanillasをゲストに迎えて、2024年9月22日に東京・Zepp Haneda（TOKYO）で開催された対バンライブ「UMIMOYASU 2024 -MOVE-」の「MOVE ON」公演にて牧とコラボして披露された[22]。YouTubeではライブ映像も公開されている[動画 1]。